# 加勒比奈氏鱈
加勒比奈氏鱈（学名：Nezumia atlantica）為輻鰭魚綱鱈形目鼠尾鱈科的其中一種，其种加词“atlantica”意为“大西洋的”。分布於中西大西洋海域，屬深海底棲性魚類，深度366-1097公尺，體長可達45公分，棲息在底層水域，生活習性不明。